# Надприродні жахи в літературі
«Надприродні жахи в літературі» (англ. Supernatural Horror in Literature)—  есе американського письменника Г.Ф. Лавкрафта обсягом 28 000 слів, яке описує розвиток і досягнення фантастики жахів у цій галузі в 1920-х і 30-х роках. Дослідження для есе були проведені та воно було написане між листопадом 1925 року та травнем 1927 року, вперше опубліковане в серпні 1927 року, а потім переглянуте та розширене протягом 1933–1934 років.

## Есе
Есе Лавкрафта охоплює широкий діапазон, але спочатку він досліджує витоки химерної фантастики в ранньому готичному романі. Як орієнтир щодо того, що читати в ранній готиці, він частково використовував історичний огляд Едіт Біркхед 1921 року «Історія жахів», а також міг спиратися на досвід багатьох експертів і колекціонерів зі свого кола. Основну частину есе було написано у Нью-Йорку, що дало Лавкрафту легкий доступ до ресурсів великих міських публічних бібліотек, а також до колекцій його друзів, і, таким чином, він міг багато читати та мати доступ до маловідомих та рідкісних творів. Далі його огляд продовжує окреслювати розвиток надприродного та химерного у творчості таких видатних письменників, як Амброз Бірс, Натанієль Готорн та Едгар Аллан По. Лавкрафт називає чотирьох «сучасних майстрів» жахів: Елджернона Блеквуда, лорда Дансейні, М. Р. Джеймса та Артура Мейкена. Окрім згадування цих майстрів, Лавкрафт намагається зробити есе всеохоплюючим оглядом, і тому побіжно згадує або зазначає багатьох інших.

## Історія публікацій
Текст було вперше опубліковано в серпні 1927 року у журналі «Відлюдник» (The Recluse), що мав лише один випуск, і його примірники широко розповсюджувалися.  Потім твір був частково опублікований у переглянутій серійній формі у The Fantasy Fan у 1933–35 роках. Повний відредагований текст вперше став доступним для публіки в The Outsider and Others (1939).

## Відгуки критиків
Енциклопедія Г. Ф. Лавкрафта називає цей твір «найвизначнішим літературним есе ГФЛ і одним із найкращих історичних аналізів літератури жахів». Після першої публікації критик Едмунд Вілсон, який не був прихильником творчості Лавкрафта, похвалив нещодавно видане есе як «справді вміло написаний твір... він є всебічно начитаним у цій галузі — він добре розуміється на доробку готичних романістів — і пише про це дуже розумно». Девід Г. Гартвелл назвав «Надприродні жахи в літературі» «найважливішим есе про літературу жахів».